# Tatsuomi Koishi
Tatsuomi Koishi (født 22. august 1977) er en tidligere japansk fodboldspiller.
Han har spillet for flere forskellige klubber i sin karriere, herunder Sagan Tosu.